# Henry Livermore Abbott
Pour les articles homonymes, voir Abbott.
Henry Livermore Abbott est un général américain de l'Union. Il est né le 21 janvier 1842 à Lowell, dans le Massachusetts et est mort le 6 mai 1864 à la bataille de la Wilderness, en Virginie. Il est inhumé au cimetière de Lowell.

## Avant la guerre
Henry L. Abbott est le fils de Josiah Gardner Abbott, juge et membre du Congrès, et de Caroline Livermore. Il naît dans le comté de Middlesex au Massachusetts.
Il entre à la faculté de droit de Harvard et y est diplômé en 1860. Lors de sa scolarité ses aptitudes en sports athlétiques sont remarquées.

## Guerre de Sécession
Étudiant en droit à Harvard, il rejoint le 4e bataillon de la milice du Massachusetts après que des Confédérés ont tiré sur Fort Sumter, en Caroline du Sud.
Son frère aîné, Edward Gardner Abbott, a servi comme capitaine au 2e Régiment d'Infanterie Volontaire du Massachusetts. Il est tué lors de la bataille de Cedar Mountain, en Virginie, le 9 août 1862.

### Carrière militaire

#### Vue d'ensemble
- août 1861 : il est nommé second lieutenant au 20e Régiment d'Infanterie Volontaire du Massachusetts, surnommé le "régiment Harvard" car principalement composé d'étudiants et diplômés de l'Université.
- octobre 1861 : bataille de Ball's Bluff, en Virginie.
- septembre 1862 : bataille d'Antietam, dans le Maryland. Son régiment, sous les ordres du général John Sedgwick, perd 124 hommes.
- décembre 1862 : bataille de Fredericksburg où il commande un peloton chargé de traverser la rivière Rappahannock. Il livre bataille dans les rues aux troupes du général William Barksdale.
- juillet 1863 : bataille de Gettysburg. Il prend le commandement lorsque le Colonel Paul Revere est mortellement touché par un obus ennemi et que le lieutenant-colonel George Macy est blessé. Il repousse la charge du général George Pickett. À l'issue de la bataille, il est promu commandant.
- le 6 mai 1864 : bataille de la Wilderness. Pris sous le feu des troupes de Caroline du Sud avec son régiment, il est mortellement touché.
- le 13 mars 1865 : Promu au grade honoraire de brigadier général, à titre posthume[2].

#### Déroulement
Dès le déclenchement des hostilités, il rejoint le 4th Battalion of Infantry de la milice du Massachusetts et sert pendant un mois à fort Independance à Boston Harbor. en tant que soldat. Le 28 août 1861, il s'enrôle dans le 20th Massachusetts Infantry avec le grade de second lieutenant. Ce régiment est surnommé le « régiment d'Harvard » en raison du nombre d'officiers du régiment qui sont soit élève soit ancien élève de l'université. Par ailleurs, ce régiment est favorable aux démocrates.
Il participe à la bataille de Ball's Bluff. Il fait partie des cinq officiers qui assistent le capitaine Barlett pour faire faire seize traversées du Potomac  à un bateau plat pour évacuer les troupes. Il est promu premier lieutenant le 8 novembre 1861.
Pendant la période d'hivernage 1861-1862, il est stationné dans un camp à Poolsville où ses états de service sont remarquées. Il fait partie des rares officiers du 20th Massachusetts Infantry qui ne demandent pas de permission pendant cette période. Il part avec son régiment dans la vallée de la Shenandoah en mars 1862. Il participe au siège de Yorktown. Le 31 mai 1862, il est présent à la bataille de West Point bien que son régiment ne soit pas réellement engagé lors des combats. Il combat lors de la bataille de Fair Oaks. Il est blessé au bras lors de la bataille de Glendale le 30 juin 1862, cependant il ne quitte pas le champ de bataille. Le lendemain, lors de la bataille de Malvern Hill, il commande toujours sa compagnie. Après ces combats, il part en convalescence, avant de revenir dans son unité a début du mois d'août 1862. Son frère, Edward, capitaine dans le 2nd Massachusetts Infantry est tué lors de la bataille de Cedar Mountain le 9 août 1862.
Il part avec son régiment d'Harrison's Landing vers la péninsule jusqu'à Yorktown et Newport News. Il participe à la bataille de Chantilly et avec son régiment couvre la retraite du Pope. Lors de la campagne du Maryland, il est atteint de la typhoïde et quitte le terrain pendant un moment. Il est de retour dans son unité pour entrer dans Fredericksburg le 11 décembre 1862. Il combat lors de la bataille de Fredericksburg et se retrouve avec son unité sous un feu nourri alors qu'il traverse la rivière. Il perd trente-cinq de ses soixante hommes. Dans sa correspondance, il apparaît qu'Henry L. Abbott est d'accord avec les propos de Robert E. Lee selon lesquels « les hommes qui ont donné l'ordre de traverser la rivière sont responsables devant dieu d'un meurtre ».
Il est promu capitaine le 28 décembre 1862. Il est contre la proclamation d'émancipation. Dans certaines de ses lettres, il condamne avec vigueur la politique de Lincoln, attendant avec impatience les élections pour obtenir une alternance politique.
Lors de l'approche de Gettysburg, ses qualités sont remarquées par le fait qu'aucun de ses hommes ne manque à l'appel après les marches forcées. Il participe à la bataille de Gettysbug et fait partie des troupes qui repoussent la charge de Pickett. Alors qu'un trou se crée, il se rue avec ses hommes pour le combler. S'il loue les confédérés pour leur « cran », il déclare que lui et tous les autres savaient qu'il fallait leur rendre la pareille de Fredericksburg.  Deux tiers des hommes de sa compagnie sont mis hors de combat.  À la fin des combats, il commande le régiment avec seulement deux autres officiers valides. Il est promu commandant le 10 octobre 1863.
Il participe à la bataille de Bristoe Station le 14 octobre 1863 et parvient à repousser un assaut des confédérés du corps du général A. P. Hill. Au cours des combats, une de ses compagnies capture les deux premiers canons sur les cinq qui le seront. Bien que dédaigneux envers les soldats d'origine étrangère, à l'automne 1863, à la suite de l'entraînement de recrues majoritairement issues de l'immigration, il est convaincu que « dans l'ensemble , nos nouveaux hommes combattront convenablement ... puisque la discipline leur est inculquée par les vieux soldats, aussi bien que par les officiers ».
Après la mort de Robert Gould Shaw lors de la bataille de Fort Wagner, il marque sa satisfaction que l'utilisation des Noirs était une « expérimentation qui je pense a démontré que les nègres ne combattront pas comme ils le devraient ». Il participe à la bataille de Mine Run à la fin novembre 1863.
Le 4 mai 1864, lors de la bataille de la Wilderness, son régiment est envoyé à l'avant pour soutenir le général Birney qui subit la pression de Longstreet. Au début des combats, il commande en second le régiment. Lorsque le colonel Marcy est blessé et renvoyé à l'arrière, il prend le commandement du régiment. Alors qu'un assaut est lancé, il est blessé mortellement. Il survit quelques heures aux combats. Il lègue l'argent qu'il possède aux veuves et aux orphelins de son régiment. Il est enterré au cimetière de Lowell au Massachusetts.

## Mémoire
Le général Winfield Scott Hancock écrit dix mois après sa mort de Henry L. Abbott :

« Il était sans doute plus largement connu dans l'armée que tout autre officier de même grade, et était un officier de grand avenir... Sa réputation est bâtie sur de solides fondations, et le plus profond examen ne peut la diminuer... Si le commandant Abbott avait survécu ... et continué dans le métiers des armes, il aurait été l'un des plus distingués commandants. »

Le 13 mars 1865, il est breveté lieutenant colonel et brigadier général des volontaires pour bravoure et service méritoire lors de la bataille de la Wilderness.